# Carlo Scarpa
Carlo Scarpa, italijanski arhitekt, * 2. junij 1906, Benetke, † 28. november 1978, Sendai, Japonska.
Scarpa je znan kot eden najpomembnejših arhitektov 20. stoletja. Imel je poseben občutek za izbiro materialov. Izbiral je predvsem suhe materiale, kot so jeklo, les, steklo, železo, marmor, baker.

## Življenjepis
Carlo Scarpa se je rodil 2. junija 1906 v Benetkah. Njegov oče je bil učitelj na osnovni šoli. Ko je bil star 2 leti so se preselili v Vicenzo, kjer je Carlo kasneje obiskoval srednjo tehnično šolo. Leta 1919 so se ponovno preselili v Benetke, kjer je se je vpisal na akademijo na smer za arhitekturno risanje. V letih 1922-24 je začel njegove prve projekte kot sodelavec v podjetju Architect V. Rinaldo in v letu 1926 opravil diplomo za profesorja arhitekturnega risanja v Kraljevi umetnostni akademiji v Benetkah. 
Svojo kariero je nato nadaljeval v Royal Superior Institute of Architecture v Benetkah kot pomočnik prof. G. Cirilli. Od 1933 to 1947, je bil artistični direktor Venini – bil je eden najbolj promitentnih producentov Beneškega stekla preden je začel svojo kariero arhitekta. V letih 1954−19664 je učil Fulbrightu v Rimu. V letu 1956 je zmagal na Nacionalnem Olivetti Award za Architecturo in v letu 1962 zmagal v IN-ARCH National Award za Architecturo za Muzej Castelvecchio v Veroni. V letu 1972 je postal director arhitekturnega instituta Beneške univerze.
Scarpov sloves se je začel šele po drugi svetovni vojni. Takrat so njegova dela začela kazati poseben vpliv, ki ga je dobil od Franka Lloyd Wrighta in Josefa Hoffmana. Leta 1951 je dobil možnost, da spozna ameriškega arhitekta, ki ga je koval v zvezde. To je bil Frank Lloyd Wright. Prvo pomembno dela tega časa je bila prenovitev Academie Museum v Benetkah. Posebno pozornost je namenil tlem, vzorcem, klopem, kljukam na vratih, malenkostim. Znal je izbirati materiale, ki so bili tako povezani med seboj kot tudi s človeškim telesom. S svojim delom je navdušil tudi italijanskega arhitekta Francesca Albinija. Za svoje dosežke je leta 1956 prejel the Olivetti prize. Carlo Scarpa je učil na univerzi v Benetkah. Od leta 1973-74 je bil tudi njen direktor. Umrl je leta 1978 na Japonskem, pokopan pa je v Brion Tombu, ki je tudi njegovo najboljše arhitekturno delo.
Njegova najpomembnejša dela so:	
- Canova Plaster Cast Gallery in Possagno (Treviso) (1955-1957)
- Castelvecchio Museum in Verona (1956 -)
- Olivetti showroom in Piazza S. Marco, Venice (1957-1958)
- Querini-Stampalia Foundation in Venice (1961-1963)
- Brion Tomb v San Vito d'Altivole (Treviso) (1969)